# カッパー・ボックス
カッパー・ボックス (Copper Box) は、イギリス・ロンドンのアリーナ。

## 概要
2012年にイギリスのロンドンで開催される夏季オリンピックに向けて建設されたスポーツ施設。イースト・ロンドンのストラトフォードにあるオリンピック・パーク内に位置する。以前はハンドボール・アリーナ (Handball Arena) の名で知られたが、五輪開催期間中、ハンドボール競技に加えて、近代五種のフェンシングが催される上、2012年ロンドンパラリンピックでゴールボールの会場に選ばれた為、2012年1月に改称した。
ロンドン五輪招致活動時の当初の案では、オリンピック・パーク内には4つのアリーナが建設される計画だったが、ロンドンでの開催が決定した後、2006年に公表された基本計画では、バレーボールはアールズ・コート・エキシビション・センター、フェンシングはエクセルでそれぞれ開催される運びとなり、新たに建設するアリーナの数は3つに削減された。
6,000席から7,000席の客席を備え、ロンドンオリンピックでは、ハンドボール競技の予選から準々決勝までと近代五種競技のフェンシング、および射撃競技を開催するほか、ロンドンパラリンピックではゴールボールの試合が行われる。なお、ハンドボール競技の準決勝と決勝については、より大きな会場としてバスケットボール・アリーナで開催される。施設は予定通り2011年の初めには竣工し、建設費も予算内に収まった。2012年のオリンピックとパラリンピックの予行となるイベントも既に成功させている。
オリンピックの終了後は多種目に対応するスポーツ施設へと改修され、地域向けの利用やアスリートのトレーニングなど、小規模から中規模のイベントでの利用を見込んでいる。移築が予定されているバスケットボール・アリーナとは異なり、カッパー・ボックスはオリンピック・パーク内の屋内アリーナ施設としては唯一、大会後も園内に建物が残される施設である。
2012年1月、建物の外観やハンドボール専用ではない施設利用の実態から、施設名称をハンドボール・アリーナからカッパー・ボックスへと変更した。これに伴い、英国ハンドボール協会は広報戦略の転換を迫られた。
2019年8月31日、日本のプロレスリング団体である新日本プロレスが、当アリーナにて『NJPW Royal Quest』と銘打った大会を開催する予定である。